# Kongregation von Jesus und Maria

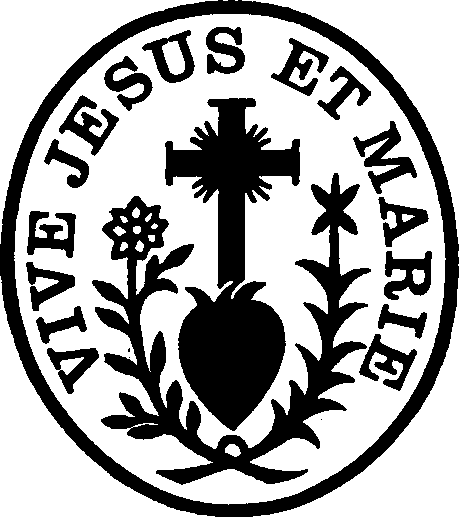
Ordensemblem

Die Kongregation von Jesus und Maria (lat.: Congregatio Jesu et Mariae, Ordenskürzel: CIM) ist eine  Priesterkongregation der römisch-katholischen Kirche. Sie ist auch nach ihrem Begründer, dem hl. Johannes Eudes, als „Eudisten“ bekannt. Die Ordensgemeinschaft arbeitet in der Volksmission.

## Geschichte
Der Ordensgründer Johannes Eudes schloss sich 1622 der Weltpriestergemeinschaft der Oratorianer an und wurde 1625 zum Priester geweiht. 1643 verließ er, zusammen mit anderen Priestern, die Oratorianer und gründete in Caen eine neue Priesterkongregation. Das Ziel der „Kongregation von Jesus und Maria“ war die Verbesserung der Ausbildung und die Vorbereitung von Priestern auf ihr Amt. Hierzu errichteten sie am 25. März 1643 ein Priesterseminar. Es folgten weitere Seminare in der Normandie und in der Bretagne, seine Philosophie über das priesterliche Leben gipfelte in der Aussage, „dass der Priester, der mit dem Leben Christi verbunden ist, ein leibhaftes Bild Gottes sein muss. Er muss mit seiner Heiligkeit bekleidet werden“. 1641 errichtete er in Caen ein Haus, in dem sich um ehemalige Prostituierte gekümmert wurde, die dort arbeitenden Betreuerinnen schlossen sich zur Ordensgemeinschaft der späteren Schwestern vom Guten Hirten zusammen.
Nach dem Tode des Gründers (1680) verbreitete sich die Kongregation sehr schnell. Bis zur französischen Revolution (1789) hatte sie in Frankreich fünfzehn Seminare, einige Colleges sowie mehrere Gemeinden gegründet. Mit der Revolution mussten die Priester alle Häuser schließen und wurden vertrieben. In den Jahren der Revolution wurden vier Priester getötet, zu ihnen gehörte auch der Koadjutor Generalsuperior und 1926 seliggesprochene François-Luis Hébert.
1826 begann der Wiederaufbau der Kongregation mit der Gründung von Schulen. 1883 eröffneten sie einige Seminare in Kolumbien und schlossen an ihre traditionelle Arbeit an. 1890 gründeten sie die ersten Gemeinden in Kanada.

## Die Statuten
Der erste Entwurf einer internen Ordensregel wurde 1645 von Eudes vorgelegt und beraten. Danach folgte 1652 der Entwurf über die Statuten und den Aufbau der „Kongregation von Jesus und Maria“. Der Abschluss dieser Arbeit erfolgte 1658. Nach der Revolution folgte 1841 eine Überarbeitung der Regeln, diese wurden 1851 und 1857 durch die Bischöfe überprüft und schließlich 1862 auf einer Generalversammlung genehmigt. Papst Pius IX. approbierte die Satzung am 10. Juni 1864 mit dem „Decretum laudis“. Die erste veröffentlichte Druckversion stammt von 1865, die letzte gültige Ausfertigung aus dem Jahr 1964.

## Organisation
Das Generalhaus mit dem Generalsuperior hat seinen Sitz in Rom. Seit 1984 ist die Kongregation in folgende Provinzen unterteilt:
- Ordensprovinz Frankreich mit: Frankreich, Elfenbeinküste und Benin
- Ordensprovinz Kolumbien mit: Kolumbien und Ecuador
- Ordensprovinz Nordamerika mit: Kanada und Vereinigte Staaten
- Ordensprovinz Venezuela
- Ordensdelegat Afrika

2014 zählte die Ordensgemeinschaft 525 Mitglieder, wovon 358 Priester waren.

## Generalsuperiore
- Johannes Eudes (25. März 1643–19. August 1680)
- Jacques Blouet de Camilly (1680–1711)
- Guy de Fontaines de Neuilly (1711–1727)
- Pierre Cousin (1727–1751)
- Jean Prosper Auvray de Saint André (1751–1769)
- Michel Lefèvre (1769–1775)
- Pierre Le Coq (1775–1777)
- Pierre Dumont (1777–1782)
- François Louis Hébert (1782–1792)
- Charles-Toussaint Blanchard (9. Januar 1826–1830)
- Jérôme-Julien Louïs de la Morinière (1830–1849)
- Louis Gaudaire (1849–1870)
- Ange Le Doré (1870–1919)
- Paul LeCourtois (1944?–1948)
- François Lebesconte (1948–1953)
- Armand-François Le Bourgeois (1953–1966)
- Fernand Lacroix (1966–1970)
- Clément Guillon (1971–1983)
- Rénald Hébert (1983–1989)
- Pierre Drouin (1989–2001)
- Michel Gérard (2001–2011)
- Jean Camus (2011–2012)
- Camilo Bernal Hadad (2012–2017)
- Jean-Michel Amouriaux (seit 2017)[3]